# 伦代纳村
伦代纳村（義大利語：Villa Rendena），是意大利特伦托自治省的一个市镇。总面积34平方公里，人口959人，人口密度28.2人/平方公里（2009年）。ISTAT代码为022223。